# Paso de Ovejas
Paso de Ovejas är en ort i Mexiko.   Den ligger i kommunen Paso de Ovejas och delstaten Veracruz, i den sydöstra delen av landet, 280 km öster om huvudstaden Mexico City. Paso de Ovejas ligger 58 meter över havet och antalet invånare är 6 951.
Terrängen runt Paso de Ovejas är lite kuperad. Runt Paso de Ovejas är det ganska tätbefolkat, med 96 invånare per kvadratkilometer. Närmaste större samhälle är Zempoala, 18,1 km norr om Paso de Ovejas. Trakten runt Paso de Ovejas består till största delen av jordbruksmark.